# Beuel-Ost
Beuel-Ost is een wijk in het midden van het stadsdistrict Beuel in Bonn.